# سان‌برست

نماد سان‌برست

سان‌برست (انگلیسی: Sunburst) طرح یا شکلی است که عموماً در تزئینات معماری و الگوی طراحی و احتمالاً در کتاب‌های دستورالعمل استفاده می‌شود. این طرح شامل اشعه یا «پرتوهایی» است که از یک دیسک مرکزی به روش پرتوهای نور خورشید تابش می‌کند.

## نگارخانه

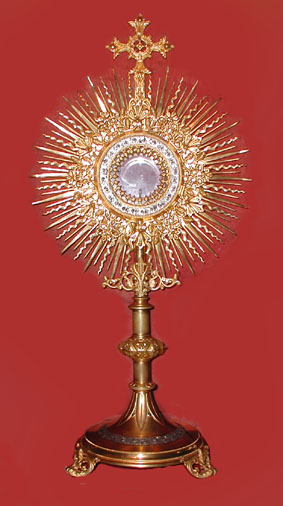
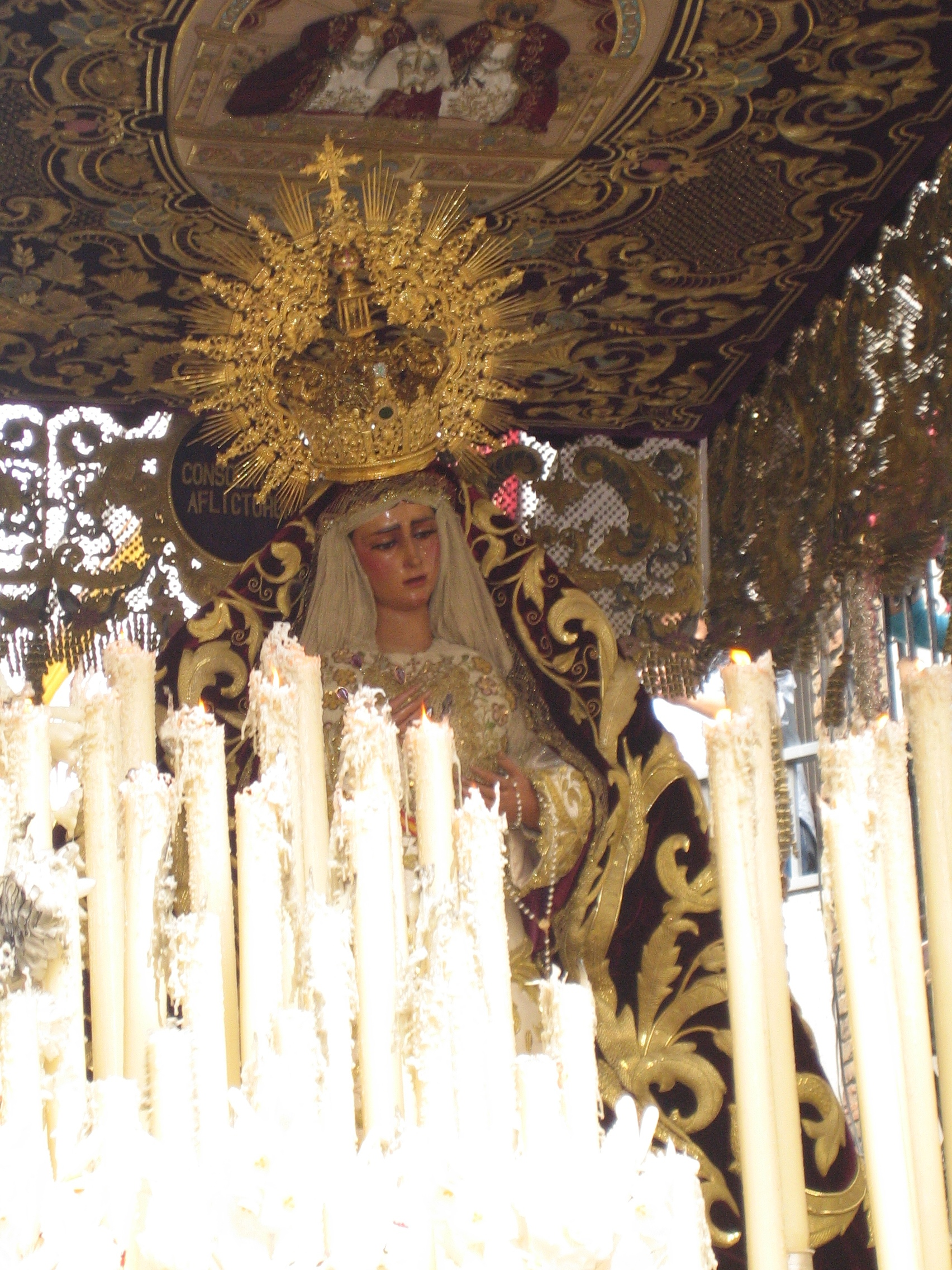
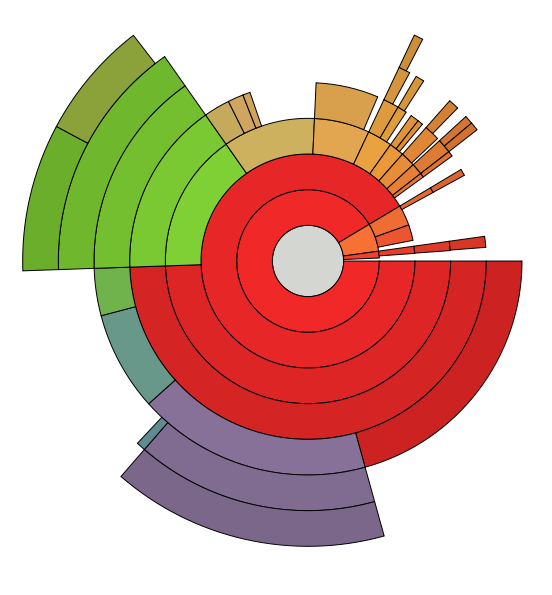